# Gregório Alonso Aparicio
Dom Frei Gregório Alonso Aparicio, OAR, (24 de abril de 1894 — 12 de maio de 1982), foi um bispo católico e prelado de Marajó.
1. ↑  «Bishop Gregório Alonso Aparicio [Catholic-Hierarchy]». www.catholic-hierarchy.org. Consultado em 25 de junho de 2025